# Дача (фільм)
«Дача» (рос. «Дача») — радянський художній фільм-комедія 1973 року режисера Костянтина Воїнова.

## Сюжет
Подружжя Єгор і Анна Петрови давно збирали гроші на дачу. Обравши будиночок за невисоку ціну, вони відразу ж вирішили внести аванс. Але тут Петров з'ясував, що накопичена на купівлю дачі сума — 4 тис. руб. зникла. Однак він, щоб не засмучувати дружину Анну, котра давно мріяла про дачу, вирішив звернутися до друзів по допомогу. Але за що б він не брався, все доходило до дуже крайнощів. Анна Петрова натомість устигла перезнайомитися з усіма сусідами, які згодом і допомогли їй вирішити грошову проблему. Тут ще одна халепа: при встановленні грубки робітники розвалили будинок на друзки, сама Петрова дивом залишилася цілою. Дізнавшись, що чоловік втратив гроші, Анна впадає у відчай — немає ані дачі, ані грошей. Друзі Петрових ідуть їм на допомогу й позичають потрібну суму. Але в один день Єгор Петров згадує, що залишив пачку грошей на холодильнику в господарів дачі. Коли вони з дружиною під'їжджають до їхнього будинку, то бачать, як маленька дочка господарів із балкона розкидає їхні купюри...

## У ролях
- Лідія Смирнова —  Петрова Аня
- Олександр Вокач —  Петров Єгор Тимофійович
- Людмила Шагалова —  Марія Михайлівна
- Микола Парфьонов —  Олександр Васильович
- Євген Євстигнєєв —  Федір, художник
- Людмила Гурченко —  Лера, «Степанич», дружина художника
- Клара Лучко —  Ксенія
- Анатолій Папанов —  Павло
- Олег Табаков —  Юрій
- Роза Макагонова —  Олена
- Георгій Юматов —  Травніков
- Володимир Басов —  Микола, собаківник
- Микола Граббе —  Василь Васильович, начальник Петрова
- Олексій Коняшин —  епізод
- Зоя Степанова —  епізод
- Станіслав Чекан —  шофер

## Знімальна група
- Сценаристи:  Костянтин Воїнов, Леонід Лиходєєв
- Режисер:  Костянтин Воїнов
- Оператор: Леонід Крайненков
- Композитор: Ян Френкель
- Художник: Георгій Колганов